# 尖裂荚果蕨
尖裂荚果蕨（学名：Matteuccia struthiopteris var. acutiloba）为球子蕨科荚果蕨属下的一个变种。